# Hersilia nepalensis
Espèce
Hersilia nepalensis est une espèce d'araignées aranéomorphes de la famille des Hersiliidae.

## Distribution
Cette espèce se rencontre au Népal et en Inde.

## Description
Le mâle mesure 5,8 mm et la femelle 7,1 mm.

## Systématique et taxinomie
Cette espèce a été décrite par Baehr et Baehr en 1993.

## Étymologie
Son nom d'espèce, composé de nepal et du suffixe latin -ensis, « qui vit dans, qui habite », lui a été donné en référence au lieu de sa découverte, le Népal.

## Publication originale
- Baehr & Baehr, 1993 : « The Hersiliidae of the Oriental Region including New Guinea. Taxonomy, phylogeny, zoogeography (Arachnida, Araneae). » Spixiana Supplement, vol. 19, p. 1-96 (texte intégral).